# Teloleuca
Teloleuca is een geslacht van wantsen uit de familie van de Saldidae (Oeverwantsen). Het geslacht werd voor het eerst wetenschappelijk beschreven door Odo Reuter in 1912.

## Soorten
Het genus bevat de volgende soorten:

- Teloleuca altaica Vinokurov, 2009
- Teloleuca bifasciata (Thomson, 1871)
- Teloleuca branczikii (Reuter, 1891)
- Teloleuca kusnezowi Lindberg, 1934
- Teloleuca pellucens (Fabricius, 1779)